# ArXiv.org
arXiv (вимовляється «архів») — найбільший безкоштовний архів електронних публікацій наукових статей та їх препринтів.
ArXiv підтримується бібліотекою Корнелльського університету під керівництвом науково-консультативної ради архіву та консультативної групи щодо стійкості архіву, а також за допомогою численних модераторів тем. Наукова тематика архіву включає астрономію, фізику, математику, інформатику, кількісну біологію, статистику та фінансову математику.
Більшість публікацій архіву є у вихідному вигляді в форматі TeX, можна також завантажити документи у форматах PostScript і PDF.
Користувачі архіву можуть витягувати з нього наукові статті через вебінтерфейс, а зареєстровані автори можуть виставляти там свої наукові праці для вільного доступу. Автори також можуть оновлювати свої статті, які були подані раніше до архіву, при цьому всі попередні версії залишаються доступними для користувачів.
При додаванні в архів публікація автоматично додається до бази цитування Citebase. Це дозволяє оцінити індекс цитування, тобто формальну ознаку значимості статті.
Існує можливість оформити e-mail-підписку на список нових статей з їхніми анотаціями. Можна підписатися або на всі статті, або на статті тільки за тематикою, наприклад: обчислювальна геометрія, дискретна математика та ін.
Архів заборонено використовувати для розповсюдження не технічної інформації, а також для подання лише анотації без самого тексту статті.

## Історія
Архів був створений в 1991 р. в Лос-Аламоській національній лабораторії в США (англ. Los Alamos National Laboratory, LANL). Раніше Arxiv знаходився на xxx.lanl.gov.
Спочатку він призначався для фізичних статей, але поступово виникли розділи, присвячені іншим наукам.
У середині 2008 р. у ньому містилося понад 485 000 публікацій та кожен місяць додавалося ще 3000-4000 статей.
Старе ім'я архіву — xxx.lanl.gov було змінено через те, що деякі програми-фільтри блокували доступ до сайту, сприймаючи xxx як вказівку на порнографічний вміст. Існує кілька десятків дзеркал архіву.
Проєкт спонсорує і обслуговує Корнелльський університет (США), вважається частиною їх бібліотеки.

## Сучасний стан
Станом на 16 вересня 2012 року архів налічував понад 784 тисячі електронних статей з фізики, математики, комп'ютерних наук, біології, економіки та статистики.

## Структура архіву

### Фізика
Розділ «Фізика» включає в себе астрофізику, загальну фізику, квантову фізику, фізику конденсованих середовищ, загальну теорію відносності і квантову космологію, фізику високих енергій, фізику матеріалів, ядерну теорію та експеримент.
Підрозділ астрофізики знаходиться на astro-ph й містить статті присвячені космології та позагалактичній астрофізиці, астрофізиці Землі та планет, астрофізиці галактик, високоенергетичним явищам в астрофізиці, інструментам та методам астрофізики, сонячній та зоряній астрофізиці.
Підрозділ фізика конденсованих середовищ розташовано на cond-mat.
Підрозділи загальна теорія відносності й квантова космологія розташовано на gr-qc.
Архів включає кілька класів у підрозділі фізика високих енергій, а саме експеримент (hep-ex), ґратка (hep-la), феноменологія (hep-ph) та теорія (hep-th).
Статті щодо фізики матеріалів та квантової фізики завантажують відповідно на math-ph та quant-ph.